# Hilpertsau (Naturschutzgebiet)
Hilpertsau ist ein Naturschutzgebiet auf dem Gebiet der baden-württembergischen Stadt Gernsbach im Landkreis Rastatt.

## Kenndaten
Das Naturschutzgebiet wurde mit Verordnung des Regierungspräsidiums Karlsruhe vom  5. Mai 2014 ausgewiesen und hat gemäß Schutzgebietsverordnung eine Größe von rund 63,2 Hektar. Es wird unter der Schutzgebietsnummer 2.236 geführt. Der CDDA-Code für das Naturschutzgebiet lautet 555588632  und entspricht der WDPA-ID.

## Lage und Beschreibung
Das Schutzgebiet besteht aus zwei Teilgebieten und liegt östlich der Gernsbacher Stadtteile Hilpertsau und Obertsrot. Es liegt im Naturraum 152 Nördlicher Talschwarzwald innerhalb der naturräumlichen Haupteinheit 15 Schwarzwald, östlich grenzt das Landschaftsschutzgebiet Nr. 2.16.005 Mittleres Murgtal an. Es gehört teilweise zum 1920 Hektar großen FFH-Gebiet Nr. 7216-341 Unteres Murgtal und Seitentäler.
Der Anlass für die Einrichtung des Schutzgebiets waren Ausgleichsmaßnahmen zu Gunsten der Fledermaus-Population im Rahmen der Ausweisung des Hilpertsauer Neubaugebiets Eben. 

## Schutzzweck
Schutzzweck ist die Erhaltung, Sicherung und Entwicklung der trockenen, wechselfeuchten und nassen Wiesen, der Hochstauden-Fluren und Heiden, Magerrasen, Borstgras-Rasen und Waldsimsen-Sümpfe, der Quellen und Bachläufe, Felsen und Trockenmauern, Wälder, Waldränder, Baumreihen, Hecken, Gebüsche, Hochstamm-Obstbäume und Heuhütten als Landschaftselemente und Lebensräume auch seltener und speziell angepasster Tier- und Pflanzenarten.
Weiterer Schutzzweck ist die Erhaltung und Entwicklung der im Gebiet vorkommenden Populationen aus Anhang II der FFH-Richtlinie, insbesondere Groppe (Cottus gobio), Bachneunauge (Lampetra planeri), Lachs (Salmon salar), Spanische Flagge (Callimorpha quadripunctata), Hirschkäfer (Lucanus cervus) und Heller bzw. Dunkler Wiesenknopf-Ameisenbläuling (Maculinea teleius, M. nausithous).